# レーティッシュ鉄道Gem4/4形機関車

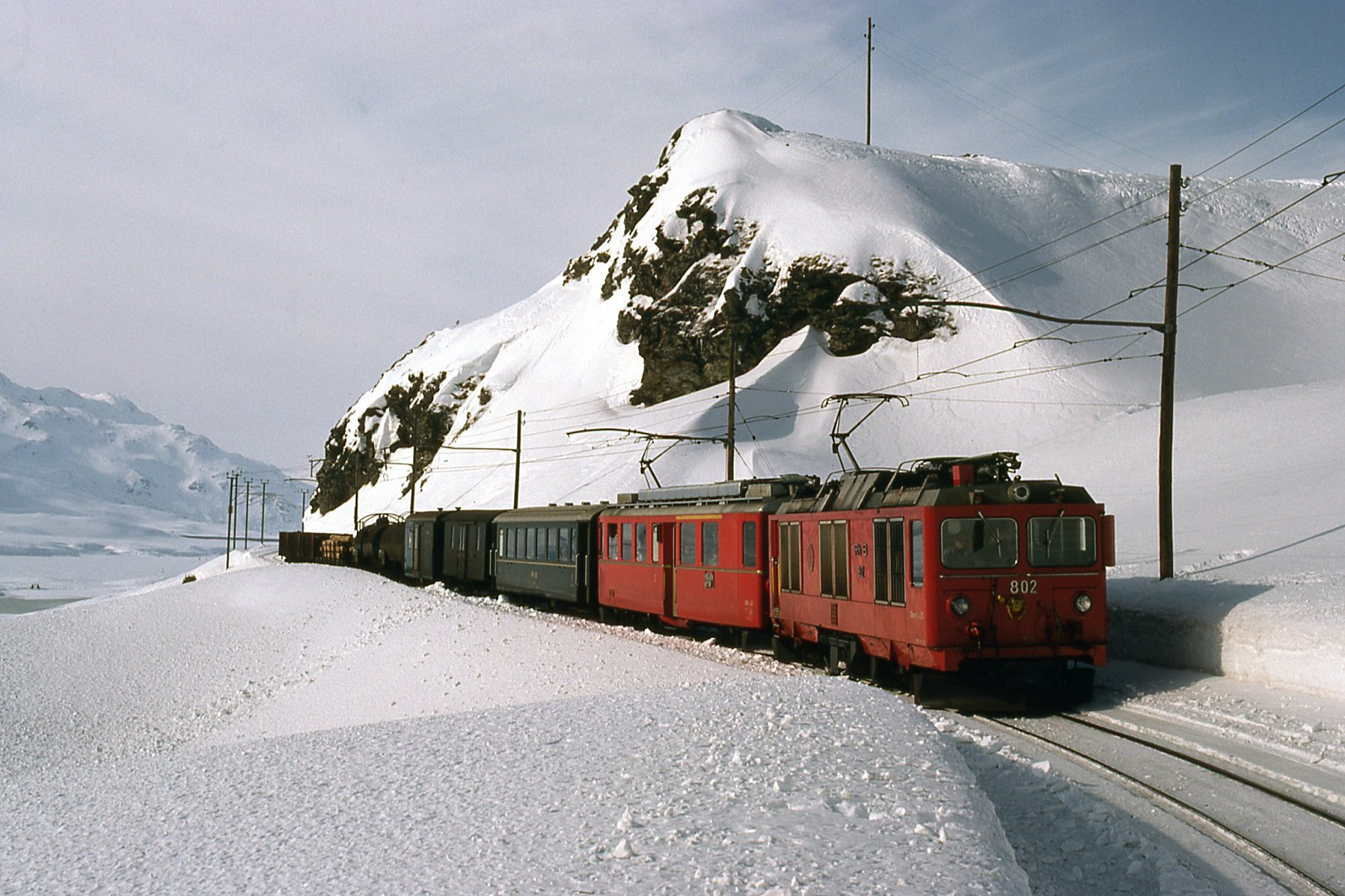
Gem4/4 802号機、原形、製造当初の塗装

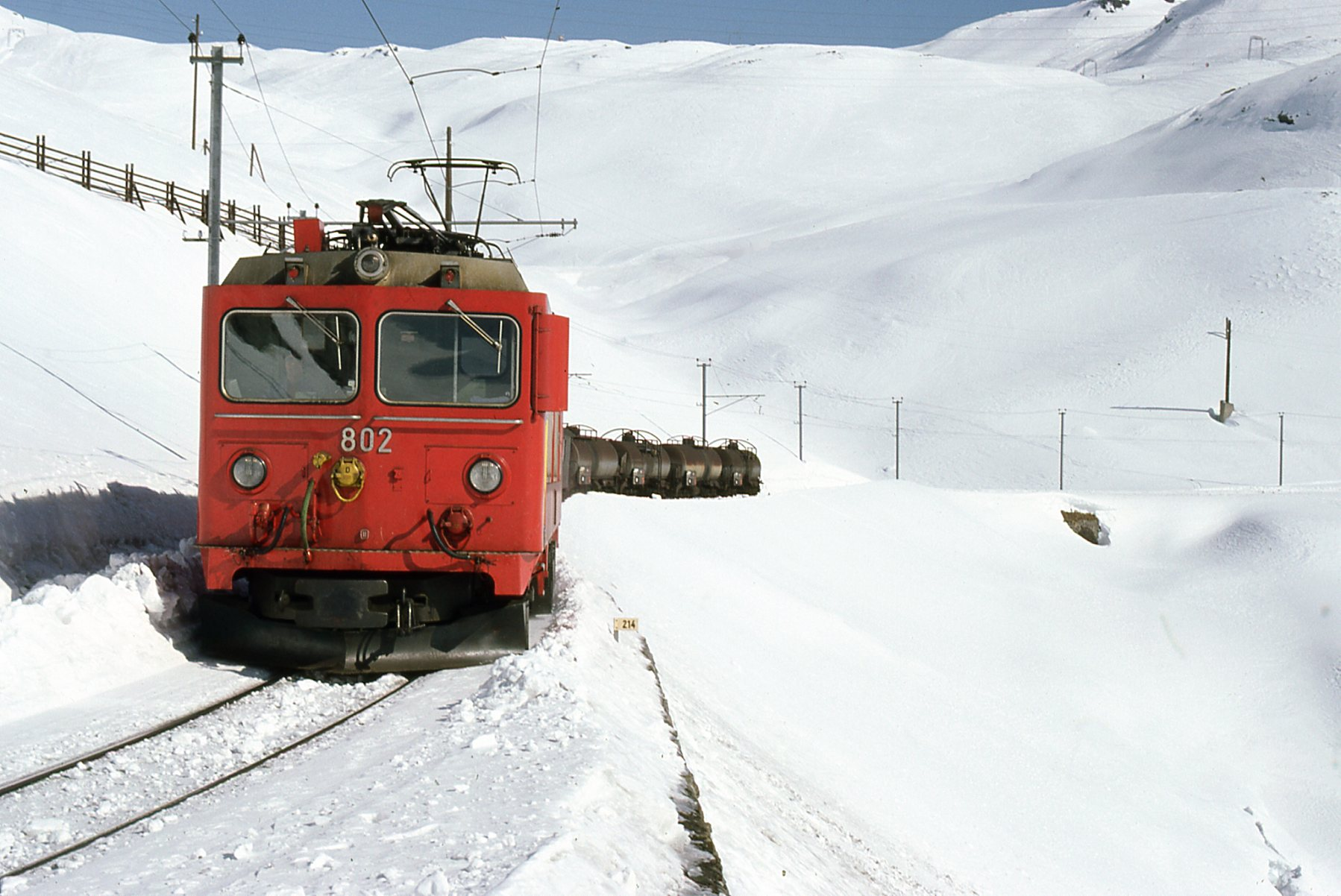
Gem4/4形 802号機、原形、貨物列車を牽引

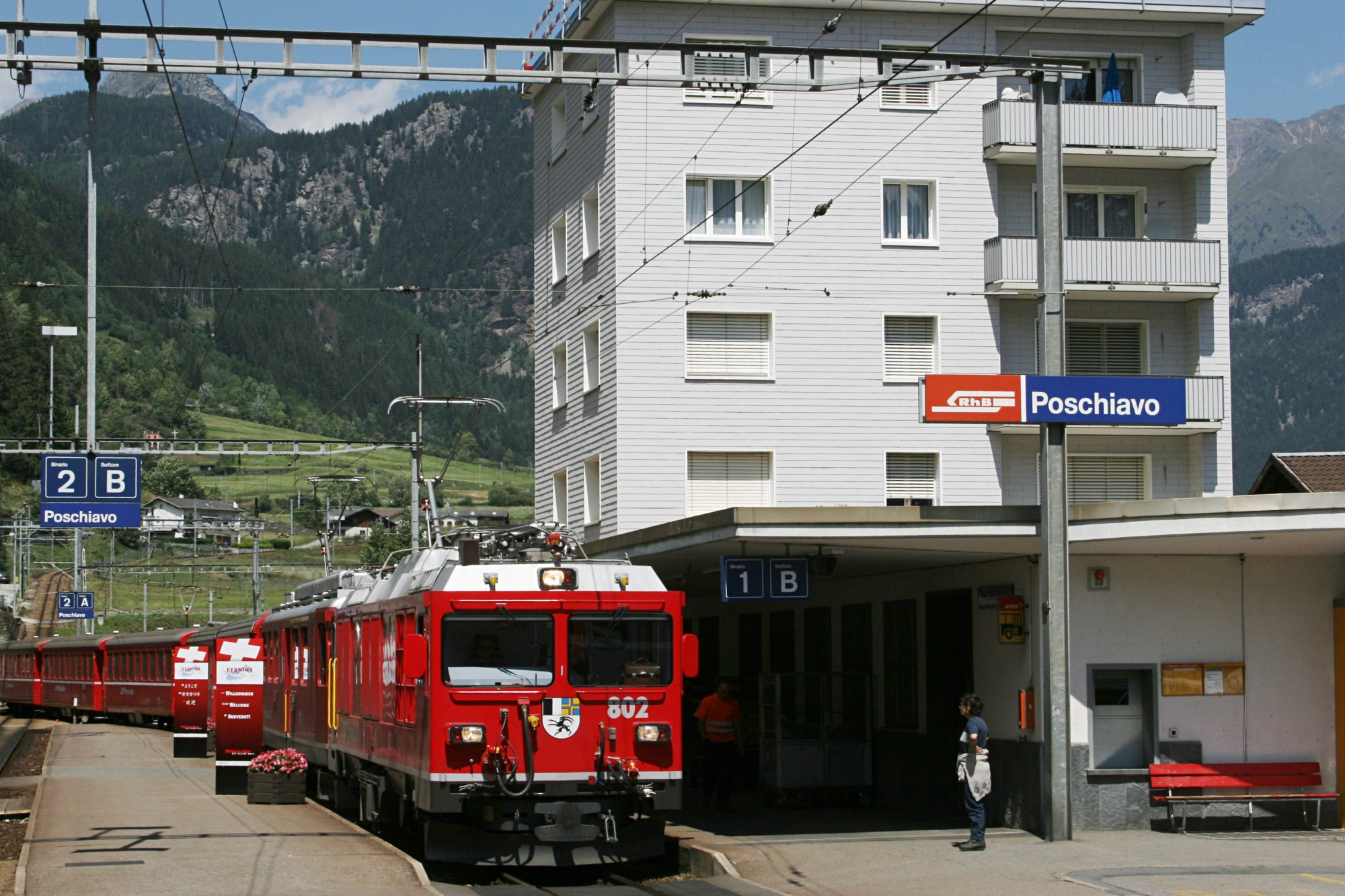
Gem4/4 802号機、改造後、ポスキアーヴォ駅

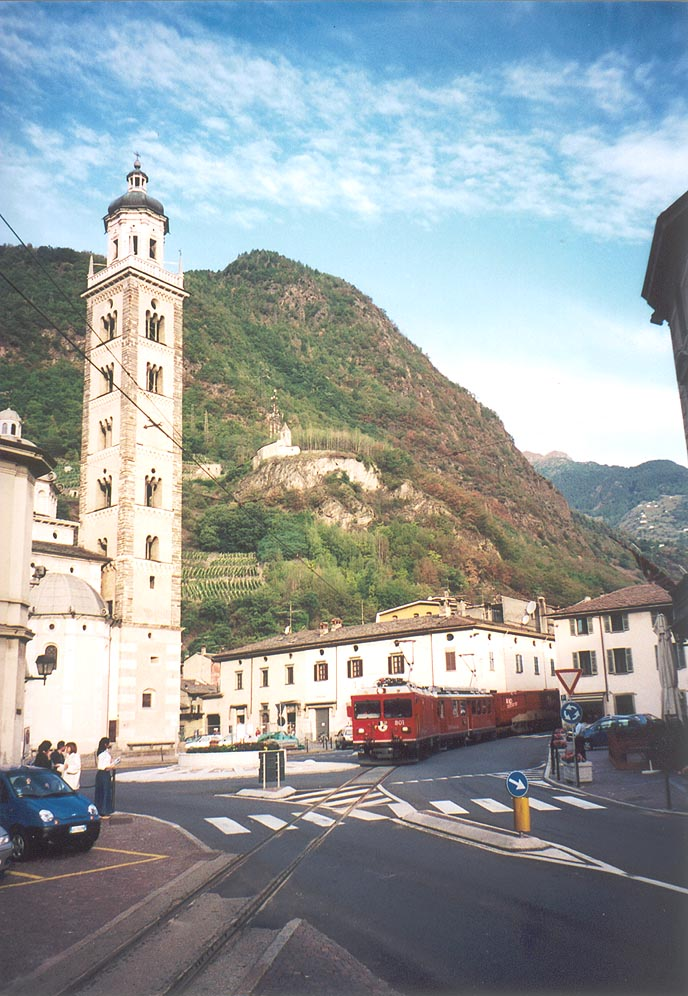
Gem4/4 801号機、改造後、イタリアのティラーノ市内

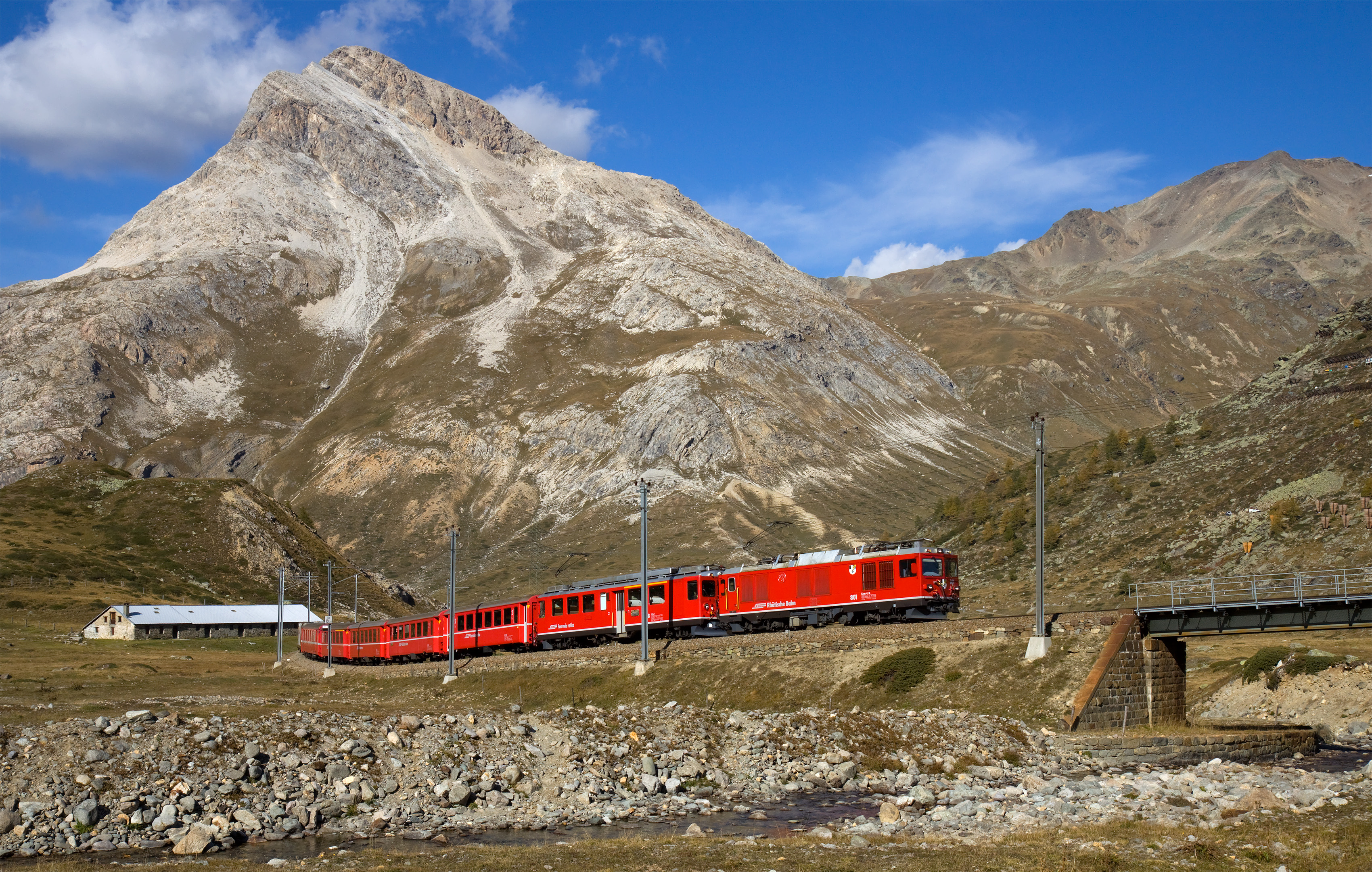
Gem4/4形、改造後、ティラーノ行普通列車を牽引

レーティッシュ鉄道Gem4/4形機関車（レーティッシュてつどうGem4/4がたきかんしゃ）は、スイスのレーティッシュ鉄道（Rhätischen Bahn (RhB)）のベルニナ線を主にほぼ全線で使用される山岳鉄道用ディーゼル/電気両用機関車である。

## 概要
ベルニナ線で旅客、貨物列車に使用されていたGe4/4 181形およびGe4/4 182形電気機関車および本線系統などで除雪列車、工事列車に使用されていたG4/5形蒸気機関車の代替のために1966年に2機が製造されたディーゼル/電気兼用機関車で、DC1000Vのベルニナ線の旅客および貨物列車、除雪列車では電気機関車として、AC11kV16 2/3Hzの本線系統やDC2400Vのクール・アローザ線、もしくは架線を停電させての除雪列車や工事列車では電気式ディーゼル機関車として使用される。車体、機械部分の製造をSLM、台車の製造をSWS、電機部分、主電動機の製造をBBCおよびMFO、SAASが担当、ディーゼル機関はCummins製を搭載し、価格は1機あたり1,400,000スイス・フランである。ABe4/4 41-49形電車と同一の主電動機、台車を搭載しており、電気走行時には1時間定格出力680kW、ディーゼル走行時は780kWで牽引力106kNを発揮し、最大勾配70パーミルのベルニナ線で60tを牽引可能な性能を持つ。それぞれの機番とSLM製番、製造年、は下記の通りで、本線系統の機関車と異なり機体名は付けられていないが、識別のためにアルプスアイベックス（Steinbock）とアルプスマーモット（Murmelter）のエンブレムが機体側面に取付けられている。
- 801 - 4588 - 1966年 - Steinbock
- 802 - 4589 - 1966年 - Murmelter

## 仕様

### 車体
- 車体は箱形で、正面は2面折妻で2枚窓、窓下部に大型の丸型前照灯を2箇所と上部中央に小型の丸型前照灯を1箇所設置され、車体下部は台枠が若干前方に張出し、そこに足掛けが設置されている。
- 車体は運転室と機械室は3室で構成され、機械室は中央が長さ2300mmの制御機器室、その前後が長さ3690mmの機関および発電機室となっており、側面には計3箇所のルーバーが設けられ、1箇所がエンジンのラジエター、その他が冷却気取入口で、左右6箇所のうち片側中央の制御機器室部分のみはダミーとなっており、また、それぞれは観音開きの点検扉を兼ねている。また、台枠の下部が絞られて逆台形の形状になっているのが特徴である。
- 屋根上にはパンタグラフが2台と、冷却用空気取入口などが設置されている。なお、機械室部分の屋根は3分割して取外しが可能な構造となっている。
- 運転室は長さ1400mmで、運転席にはスイスやドイツで一般的な円形のハンドル式のマスターコントローラーが設置されている。運転室横の窓は下降式、運転室乗降扉は右側のみの設置で、その前部の車体隅部には空気作動式のバックミラーが設置されている。
- 連結器は両端の台車枠に設置されるねじ式連結器で、緩衝器（バッファ）が中央、フック・リングがその左右にあるタイプである。また、台車枠の前面下部には大型のスノープラウが設置されている。
- 塗装
  - 製造時は車体塗装は赤色をベースに、側面ルーバーが銀色で、側面の左側中央にアルプスアイベックスもしくはアルプスマーモットのデザインの円形エンブレムが、右側中央には“RhB”と機番の切抜文字が設置され、正面中央に機番の切抜文字が設置されていた。また、屋根および屋根上機器が銀色、床下機器と台車はダークグレーであった。
  - その後1990年頃に塗装変更され、赤をベースに車体裾部がダークグレーに近い濃焦茶色に赤色との境界部分に銀帯となった。側面のアルプスアイベックスもしくはアルプスマーモットのエンブレムが側面上方へ移設され、右側の切抜文字がなくなり、レーテッシェ鉄道のエンブレムが設置されている。また、乗務員室扉横にはレーテッシェ鉄道のロゴが入り、運転室窓左下部に機番が入る。正面は右下に機番が入り、切抜文字はなくなっている。なお、屋根および屋根上機器が銀色、床下機器と台車はダークグレーである。

### 走行機器
- 本機は力行時は電気走行、低速電気走行、ディーゼル走行、低速ディーゼル走行の4モード、電気ブレーキ時に発電ブレーキ、回生ブレーキの2モードを選択することができる。
- 電気走行時の制御方式は抵抗制御式であり、通常は主電動機を2S2Pに接続するが、除雪時の低速走行用に4台を直列接続に切換えることで10km/h程度での安定した低速走行を可能にしている。
- ディーゼル走行時はエンジンに直結した発電機の出力を制御する。主電動機は2S2P接続のみであるが、通常走行時は発電機を2台直列に接続し、低速走行時には1台の発電機のみで走行する。なお、発電機の出力は1台650Vと通常走行時は架線電圧の1000Vより高く設定されており、ディーゼル走行時のほうが高出力となるよう設計されている。また、低速走行時は残ったエンジンと発電機の出力はXrotrt 9218、9219形電気ロータリー除雪車[8]への電力供給に使用される。
- 電気ブレーキは抵抗制御による界磁交換式の発電ブレーキもしくは界磁他励、抵抗制御による回生ブレーキを装備し、ディーゼル走行時にも発電ブレーキが使用可能となっている。
- そのほかのブレーキ装置は、空気ブレーキ（機関車用）、手ブレーキ、電磁吸着ブレーキ、客車などの列車用に真空ブレーキ装置を装備する。
- 主電動機はABe4/4 41-49形と同一の連続定格出力140kW、1時間定格出力170kWのBBC製Typ EMR 475直流直巻整流子電動機を4台搭載し、1時間定格牽引力106kN、最大牽引力192kNの性能を発揮する。冷却は自己通風式であるが、冷却風は屋根上パンタグラフ横の吸気口から吸入する。
- 台車はABe4/4 41-49形の41-46号機と同一の、軸距2200mm、車輪径920mmの鋼板溶接組立式台車で、軸箱支持方式は円筒案内式、枕ばねは重ね板ばね、軸ばねはコイルばねとしている。主電動機はノーズサスペションの吊掛式に装荷されて動輪に伝達される方式となっており、大歯車の内輪と外輪の間にゴムブロックを入れて緩衝機構としている。なお、減速比は1:5.75である。
- ディーゼルエンジンは定格出力603kW/2000rpmのCummins製V型12気筒のVT12-825を2台搭載している。
- そのほか、シングルアーム式のパンタグラフを2台搭載するが、ABe4/4 41-49形では屋根上に設置していた主抵抗器はスペースの関係で機器室内中央に設置され、冷却は強制通風式となっている。このほか補機は主抵抗器用送風機、電動空気圧縮機、電動真空ポンプ、蓄電池などとなっている。

### 主要諸元
- 軌間：1000mm
- 電気方式：DC1000V 架空線式
- 最大寸法：全長13540mm、全幅2700mm、最大高3820mm
- 軸配置：Bo'Bo'
- 軸距：2200mm
- 台車中心間距離：8000mm
- 自重：50.0t
- 走行装置
  - 主制御装置：抵抗制御、弱界磁制御付
  - 主電動機：Type EMR 475直流直巻整流子電動機×4台（連続定格電流：300A、1時間定格電流：375A、最大電流：600A）
  - 主機：VT12-825ディーゼルエンジン×2台（定格出力：603kW）
  - 減速比：5.75
- 動輪周上出力
  - 電気走行時：560kW（連続定格、於24.5km/h）、680kW（1時間定格、於22.7km/h）
  - ディーゼル走行時：780kW（1時間定格、於26km/h）
- 牽引力
  - 牽引力：80kN（連続定格）、106kN（1時間定格）、192kN（最大出力）
  - 牽引トン数：60t（70パーミル、R45m、25km/h）、60t（70パーミル、R70m、30km/h）
- 最高速度：65km/h
- ブレーキ装置：回生ブレーキ、発電ブレーキ、空気ブレーキ（機関車用）、手ブレーキ、真空ブレーキ（列車用）

### 改造
- 801号機は2001年に、802号機は2002年に大規模な改修を受けている。
- 車体は両側の運転室を一旦切断し、そこに新造の運転室を取付けている。正面は窓が上下左右に拡大され、前照灯がスイスの鉄道車両で標準となっている前照灯と尾灯が一体となった角型のものとなり、レーティッシュ鉄道のエンブレムも設置されている。また、運転席横の窓は引違い式となり、乗務員室扉前には小窓が設置され、どちらにもバックミラーが取付けられている。台枠は通常の構造となり、逆台形のまま残っている機関車中央部とは段差ができている。
- 運転台はGe4/4III形 650-652号機やBDt 1701-1703形、BDt 1741-1742形やBDt 1751-1758形制御客車と同じものとなっている。
- ディーゼル機関は新しい電子制御式で定格出力709kWのCummins製QST30-Lに交換された。
- 電機品は補機も含めても交換もしくは更新されており、さらに、制御系が一新されてGe4/4III形と同じABB製のMICAS-S2を車両制御システムとして搭載し、車両内の各機器を統合している。

## 運行

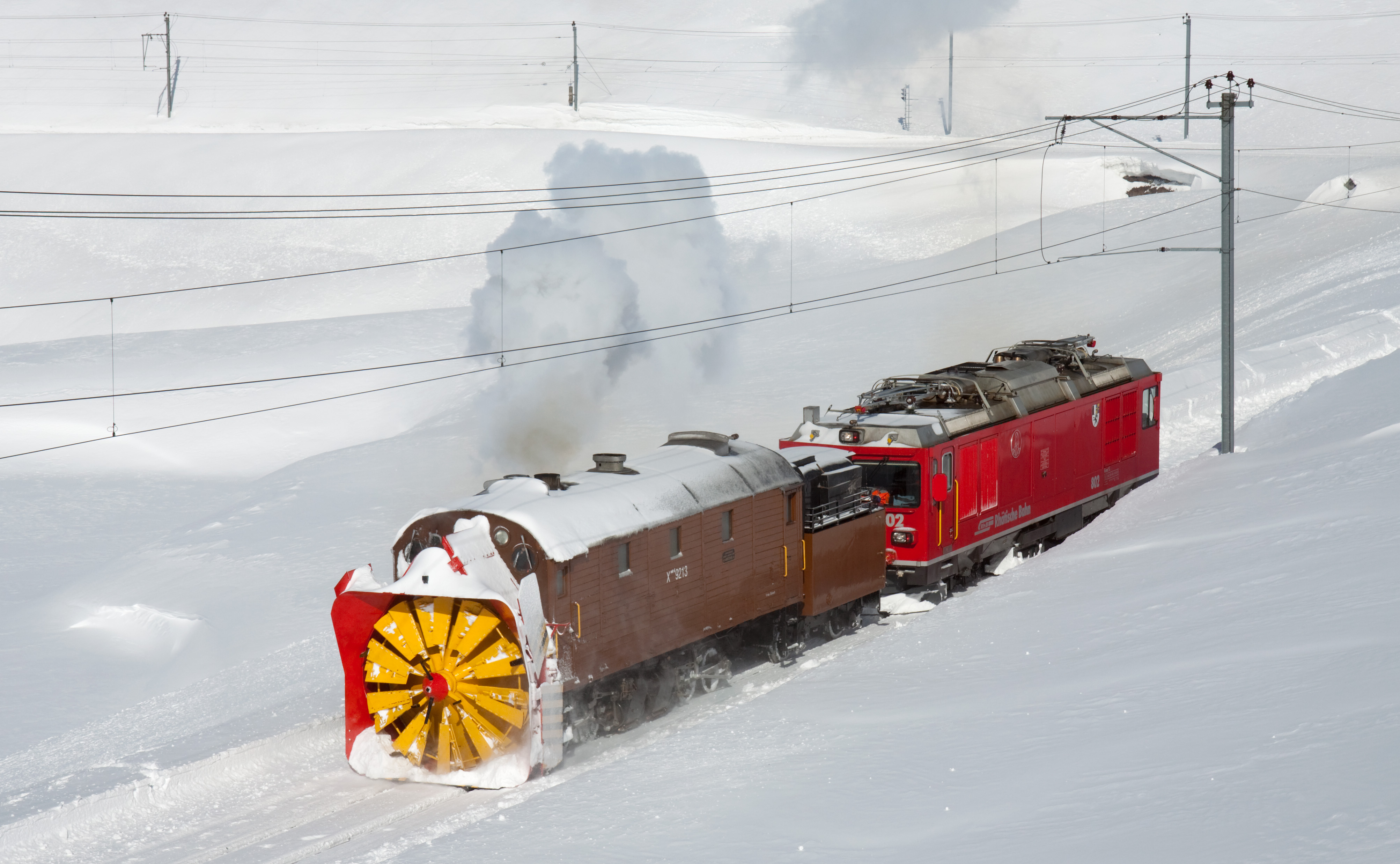
Gem4/4 802号機改造後、X^{rot d} 9213蒸気ロータリー除雪機関車をディーゼル走行で推進

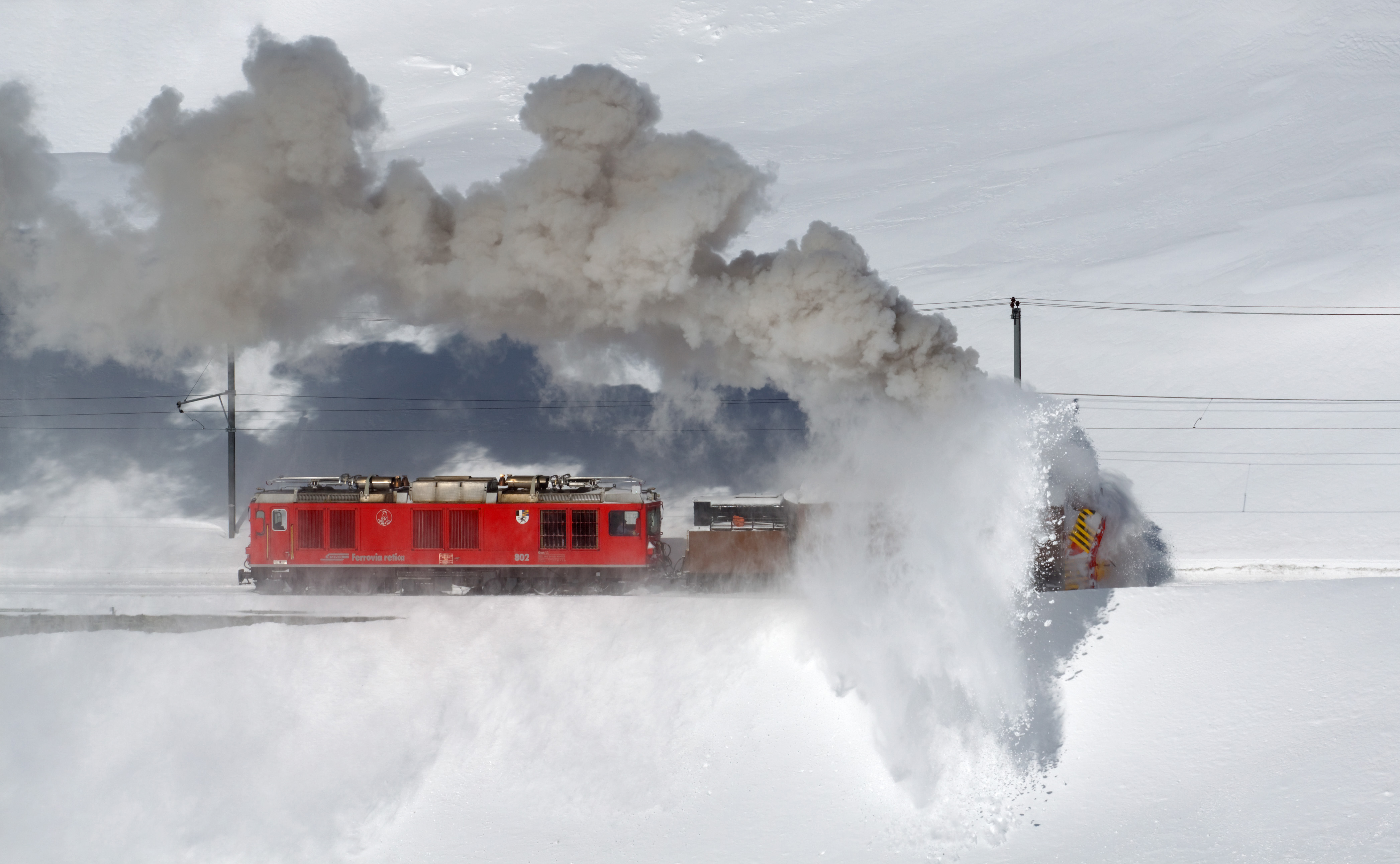
Gem4/4 802号機改造後、X^{rot d}d 9213蒸気ロータリー除雪機関車をディーゼル走行で推進

- 主にレーティッシュ鉄道のDC1000V区間であるベルニナ線のサンモリッツからイタリアのティラーノ間で使用されているが、この線は全長60.69km、最急勾配70パーミル、最急曲線半径45m、最高高度2253m、高度差1824mの山岳路線である。
- 旅客列車では単機または重連で最大8両程度の軽量客車を牽引しており、1973年から運行が開始されたベルニナ急行にも使用される。また、以前は本線区間でもベルニナ急行をディーゼル走行で牽引していた。
- 貨物列車や混合列車の牽引にも単機または重連で使用される。
- 冬季にはXk 9141-9147形ラッセルヘッドを付けて旅客列車等で使用されるほか、Xrot et 9218、9219形電気ロータリー除雪車やXrot d 9213-9214形蒸気ロータリー除雪機関車の推進にも使用される。推進はベルニナ線では電気走行・ディーゼル走行どちらの場合もあり、本線ではディーゼル走行である。
- このほか、各種工事列車や回送列車の牽引にも使用され、用途により電気走行・ディーゼル走行が使い分けられているほか、クール・アローザ線に入線したこともある。

## 同型機

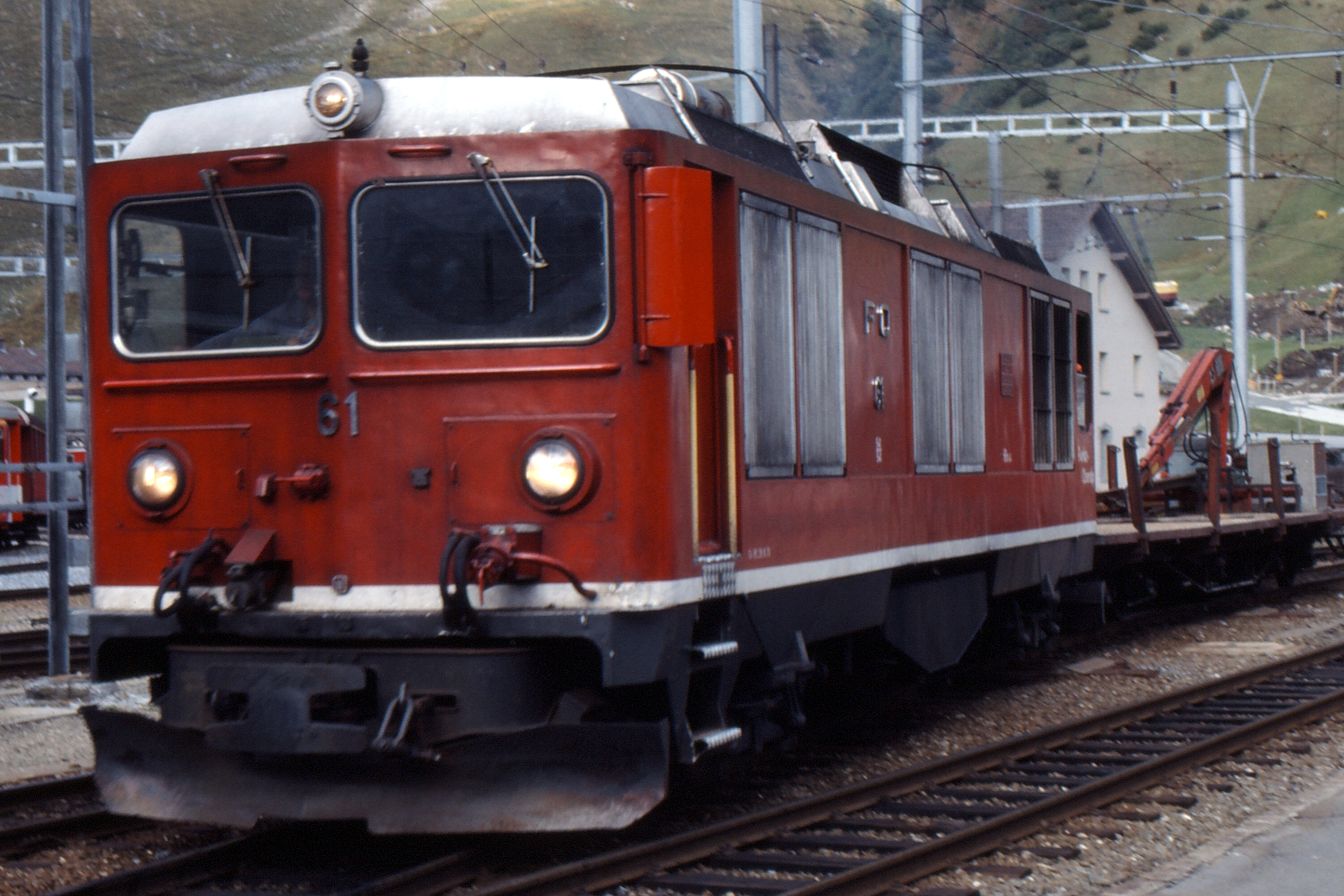
マッターホルン・ゴッタルド鉄道のHGm4/4 61号機、Gem4/4の改造前のスタイルとほぼ同一

- 同型機として、マッターホルン・ゴッタルド鉄道[9]（旧フルカ・オーバーアルプ鉄道[10]）が1968年に製造したHGm4/4形ラック式の電気式ディーゼル機関車の61、62号機がある。
- 本機はMGBの架線電圧がAC11kV16 2/3Hzのため電気走行はせずにディーゼル走行専用である点と、アプト式の駆動装置を組込んだ台車となっている点が異なる。
- 外観上はパンタグラフがない、台車の軸距が2790mmと長く、その分台車とスノープラウが前に突き出しているが逆に全長は12280mmと短くなっているなどの差異がある。